# Floriane Liborio
Floriane Liborio (* 16. März 1988) ist eine französische Taekwondoin. Sie startet in der Gewichtsklasse bis 57 Kilogramm.
Liborio startet seit 2005 bei internationalen Wettkämpfen. Bei der Junioreneuropameisterschaft in Baku erreichte sie das Viertelfinale. Der Durchbruch in die internationale Spitze gelang ihr bei der Europameisterschaft 2010 in Sankt Petersburg. In der Klasse bis 53 Kilogramm wurde Liborio mit einem Finalsieg über Jennifer Ågren Europameisterin. Zwei Jahre später konnte sie den Titel in Manchester bei der Europameisterschaft in der Gewichtsklasse bis 57 Kilogramm verteidigen. Im Finale siegte sie diesmal gegen Edina Kotsis.
Liborio studiert und trainiert am Institut National du Sport, de l'Expertise et de la Performance in Paris.